# Gemalin Li
Gemalin Li (Chinees: 莊靜皇貴妃) (1837 - 1890) kwam van de Mantsjoe Tatala stam. Zij was een bijzit van keizer Xianfeng die leefde van 1831 - 1861. Gemalin Li was de dochter van Jiahai en was geboren in de zeventiende regeringsjaar van keizer Daoguang.
Li werd op vroege leeftijd een bijvrouw van keizer Xianfeng. Zij betrad de Verboden Stad in 1852 en werd tijdens de electies voor de harem voor de keizer uitgekozen. Zij werd een bijvrouw van lage rang maar werd al snel gepromoveerd naar een bijvrouw van de vierde rang "Pin". In 1855 gaf zij geboorte aan de keizer zijn eerste dochter, prinses Rong An. Na de geboorte van haar dochter werd zij een bijvrouw van de derde rang "fei".
Zij scheen zijn favoriete te zijn geweest en bleef aan zijn zijde tot aan zijn dood. 
Toen in 1861 de keizer overleed werd er gezegd dat Li door keizerin-weduwe Cixi werd vermoord. Cixi gaf geboorte aan de enige zoon van de keizer, prins Zaichun. De geruchten over de dood van Li worden ontkend. Zij werd door de nieuwe keizer gepromoveerd naar een bijvrouw van de eerste rang Li. In 1874 overleed Li's dochter op negentienjarige leeftijd. In 1890 overleed Li na een lange tijd van ziek te zijn geweest. Zij werd begraven in de Tingling mausoleum voor keizerlijke bijvrouwen samen met geëerde gemalin Mei die een aantal dagen na haar overleed. Na haar dood kreeg zij de geëerde titel keizerlijke gemalin Zhuang Jing.